# Abd Allah ibn Ishaq ibn Ghaniya
Abd Allah ibn Ishaq ibn Ghaniya (arabisch عبد الله بن إسحاق بن غانية, DMG ʿAbd Allāh b. Isḥāq b. Ġānīya; † 1203) war zwischen 1187 und 1203 der letzte aus der Familie der Ghaniyiden stammende almoravidische Emir im Taifa-Königreich von Mallorca.

## Leben

Stammbaum der Ghaniyiden, in Grün regierende Emire

Abd Allah ibn Ishaq ibn Ghaniya, war der Sohn des Wesirs Ishaq ibn Ghaniya.
Im Jahr 1184 begleitete er seinen Bruder Ali ibn Ishaq ibn Ghaniya auf dessen Feldzug nach Ifrīqiya gegen die Almohaden.
Da ihm im Jahr 1186 zu Ohren kam, dass die Almohaden und ihre Parteigänger praktisch die gesamte Taifa von Mallorca eingenommen hatten, kehrte er auf die Balearen zurück, wohingegen Ali in Nordafrika blieb. Im Jahr 1187 gelang es Abd Allah dann Mallorca und Menorca zurückzuerobern, nur Ibiza verblieb nach wie vor unter Abu l-Abbas as-Siqilli den Almohaden. Auf Menorca (Manurqa) regierte ab 1188 der von Abd Allah eingesetzte Ibn Nayya.
Abd Allah schloss im Jahr 1188 Handelsverträge mit der Republik Pisa und der Republik Genua ab, um die darniederliegende Wirtschaft auf Mallorca wieder zu beleben, aber auch um die Piraterie zu schützen. Im Jahr 1199 griff er dann erfolgreich Ibiza an, das von Abd al-Walid und von Abu Abd Allah ibn Maymun verteidigt wurde. 
Die Almohaden gaben aber ihre Rückeroberungsversuche nicht auf und so gelang es ihnen unter dem Kalifat von Muhammad an-Nasir im November 1203 Abd Allah zu besiegen und hinzurichten. Die Taifa von Mallorca wurde ins Almohadenreich eingegliedert und bekam als Gouverneur Abd Allah ibn Ta'Allah al-Kumi.
| Vorgänger                 | Amt                         | Nachfolger                          |
| ------------------------- | --------------------------- | ----------------------------------- |
| Ali ibn Ishaq ibn Ghaniya | Emir von Mallorca 1187–1203 | Wālī Abd Allah ibn Ta'Allah al-Kumi |

| Personendaten    | Personendaten                         |
| ---------------- | ------------------------------------- |
| NAME             | Abd Allah ibn Ishaq ibn Ghaniya       |
| ALTERNATIVNAMEN  | عبد الله بن إسحاق بن غانية (arabisch) |
| KURZBESCHREIBUNG | Emir von Mallorca                     |
| GEBURTSDATUM     | 12. Jahrhundert                       |
| STERBEDATUM      | 1203                                  |